# 얼어붙은 송곳니
얼어붙은 송곳니(일본어: 凍える牙 고고에루키바[*])는 노나미 아사의 1996년 소설로, 제115회 (1996년 상반기) 나오키상 수상작이다. 2001년에는 아마미 유키 주연으로, 2010년에는 기무라 요시노 주연으로 각각 드라마화되었으며, 2012년에는 대한민국에서 송강호, 이나영 주연으로 《하울링》이라는 제목으로 영화화되었다.